# 주조촌 (사이타마현)
주조촌(中条村)은 사이타마현의 북부, 기타사이타마군에 속했던 촌이다. 
전 지역에 조리제의 유적이 곳곳에 남아 있는 전원지대. 마을 이름의 유래이기도 하다
철도는 없지만 도부철도 도부버스(노선버스)의 구마가야역-카미나카조-카스와다선이 이마이-카미나카조 지역을, 구마가야역-이누즈카-하뉴역 노선이 오쓰카 지역을, 구마가야역-쓰마누마-오타역-니시코이즈미역 노선이 오조네 지역 서쪽 끝을 통과해 마을 주민의 생활 발이 되고 있다. 

## 지리
- 현재의 구마가야시에 해당한다.
- 아라카와의 부채꼴 지형에 위치한 평탄한 땅으로 논이 펼쳐져 있어 벼와 밀의 이모작이 이루어지고 있었다.

## 역사
- 1889년 4월 1일 - 정촌제 시행에 수반해 기타사이타마군 가미주조촌, 이마이촌, 오조네촌, 오쓰카촌이 성립하였다.
- 1909년 8월 14일 - 주조조합촌(가미주조촌, 이마이촌, 오조네촌, 오쓰카촌)이 합병해 주조촌이 성립하였다.
- 1954년 4월 1일 - 구마가야시에 편입해 소멸하였다. 이후 오아자 구마가야시에 계승되었다.

## 참고문헌
- 「角川日本地名大辞典」編纂委員会『角川日本地名大辞典 11 埼玉県』角川書店、1980年7月8日。ISBN 4040011104。